# Pavel Liška
Pavel Liška (ur. 29 stycznia 1972 w Libercu) – czeski aktor filmowy, teatralny i telewizyjny.

## Życiorys
Ukończył JAMU w Brnie. Zadebiutował na dużym ekranie tytułową rolą w Powrocie idioty (1999) Sašy Gedeona, swobodnej adaptacji powieści Dostojewskiego. Wkrótce potem jego kariera nabrała tempa. Był regularnie obsadzany w popularnych i często nagradzanych filmach Jana Hřebejka (Pupendo, Na złamanie karku, Do Czech razy sztuka). 
Laureat nagrody Czeskiego Lwa dla najlepszego aktora za główną rolę w filmie Szczęście (2005) Bohdana Slámy. Był czterokrotnie nominowany do tej nagrody.

## Wybrana filmografia
- 1999: Powrót idioty (Návrat idiota) jako František
- 2001: Wygnani z raju (Vyhnání z ráje) jako Franta
- 2001: Dzikie pszczoły (Divoké včely) jako Laďa
- 2003: Sex w Brnie (Nuda v Brně) jako Jan Bedura
- 2003: Sprytny Filip (Mazaný Filip) jako Charlie Brown
- 2003: Diabli wiedzą po co (Čert ví proč) jako diabeł Urugal
- 2003: Pupendo jako Vláďa Ptáčník
- 2004: Na złamanie karku (Horem pádem) jako Eman
- 2005: Szaleni (Šílení) jako Jean Berlot
- 2005: Szczęście (Štěstí) jako Toník
- 2006: Wycieczkowicze (Účastníci zájezdu) jako młodszy kierowca Karel
- 2008: Mój nauczyciel (Venkovský učitel) jako Petr Odehnal
- 2008: Do Czech razy sztuka (Nestyda) jako Matěj
- 2011: Ukochany (Les bien-aimés) jako Karel
- 2012: Polski film jako on sam
- 2016: Złodzieje zielonych koni (Zloději zelených koní) jako Václav Kačmar
- 2016: Anioł Pański 2 (Anděl Páně 2) jako fałszywy diabeł
- 2017: Wyprawa z tatą (Špunti na vodě) jako Ondřej
- 2018: Toman jako Evžen Zeman
- 2018: Czarodziej Żytko (Kouzelník Žito) jako diabeł Koumes
- 2019: Terrorystka (Teroristka) jako krasnal Trpělka
- 2019: Ostatnia arystokratka (Poslední aristokratka) jako konserwator Krása[2]